# Grand Prix Detroitu 1985
Grand Prix Detroitu 1985 (oficiálně 4th Detroit Grand Prix) se jela na okruhu Detroit street circuit v Detroitu v Michiganu ve Spojených státech amerických dne 23. června 1985. Závod byl šestým v pořadí v sezóně 1985 šampionátu Formule 1.

## Kvalifikace
| Poř. | No. | Jezdec             | Konstruktér            | Časy v kvalifikaci | Časy v kvalifikaci | Ztráta    |
| Poř. | No. | Jezdec             | Konstruktér            | Q1                 | Q2                 | Ztráta    |
| ---- | --- | ------------------ | ---------------------- | ------------------ | ------------------ | --------- |
| 1    | 12  | Ayrton Senna       | Lotus-Renault          | 1:42.051           |                    | —         |
| 2    | 5   | Nigel Mansell      | Williams-Honda         | 1:43.249           |                    | +1.198    |
| 3    | 27  | Michele Alboreto   | Ferrari                | 1:43.748           |                    | +1.697    |
| 4    | 2   | Alain Prost        | McLaren-TAG            | 1:44.088           |                    | +2.037    |
| 5    | 6   | Keke Rosberg       | Williams-Honda         | 1:44.156           |                    | +2.105    |
| 6    | 16  | Derek Warwick      | Renault                | 1:44.163           |                    | +2.112    |
| 7    | 23  | Eddie Cheever      | Alfa Romeo             | 1:44.231           | 2:05.540           | +2.180    |
| 8    | 11  | Elio de Angelis    | Lotus-Renault          | 1:44.769           |                    | +2.718    |
| 9    | 28  | Stefan Johansson   | Ferrari                | 1:44.921           |                    | +2.870    |
| 10   | 7   | Nelson Piquet      | Brabham-BMW            | 1:45.194           |                    | +3.143    |
| 11   | 8   | Marc Surer         | Brabham-BMW            | 1:45.979           |                    | +3.928    |
| 12   | 1   | Niki Lauda         | McLaren-TAG            | 1:46.266           |                    | +4.215    |
| 13   | 19  | Teo Fabi           | Toleman-Hart           | 1:46.546           |                    | +4.495    |
| 14   | 22  | Riccardo Patrese   | Alfa Romeo             | 1:46.592           |                    | +4.541    |
| 15   | 15  | Patrick Tambay     | Renault                | 1:47.028           |                    | +4.977    |
| 16   | 26  | Jacques Laffite    | Ligier-Renault         | 1:47.267           |                    | +5.216    |
| 17   | 25  | Andrea de Cesaris  | Ligier-Renault         | 1:47.393           | 2:12.268           | +5.342    |
| 18   | 3   | Martin Brundle     | Tyrrell-Ford           | 1:47.563           |                    | +5.512    |
| 19   | 4   | Stefan Bellof      | Tyrrell-Ford           | 1:47.911           |                    | +5.860    |
| 20   | 9   | Manfred Winkelhock | RAM-Hart               | 1:47.926           |                    | +5.875    |
| 21   | 18  | Thierry Boutsen    | Arrows-BMW             | 1:48.023           |                    | +5.978    |
| 22   | 24  | Piercarlo Ghinzani | Osella-Alfa Romeo      | 1:48.546           | 2:11.268           | +6.495    |
| 23   | 10  | Philippe Alliot    | RAM-Hart               | 1:50.455           | 2:24.814           | +8.404    |
| 24   | 17  | Gerhard Berger     | Arrows-BMW             |                    | 2:05.387           | +23.336   |
| 25   | 29  | Pierluigi Martini  | Minardi-Motori Moderni | 3:04.446           |                    | +1:22.395 |

## Závod
| Poř.   | No. | Jezdec             | Konstruktér            | Počet kol | Čas/Odstoupení | Pořadí na startu | Body |
| ------ | --- | ------------------ | ---------------------- | --------- | -------------- | ---------------- | ---- |
| 1      | 6   | Keke Rosberg       | Williams-Honda         | 63        | 1:55:39.851    | 5                | 9    |
| 2      | 28  | Stefan Johansson   | Ferrari                | 63        | + 57.549       | 9                | 6    |
| 3      | 27  | Michele Alboreto   | Ferrari                | 63        | + 1:03.170     | 3                | 4    |
| 4      | 4   | Stefan Bellof      | Tyrrell-Ford           | 63        | + 1:06.225     | 19               | 3    |
| 5      | 11  | Elio de Angelis    | Lotus-Renault          | 63        | + 1:26.966     | 8                | 2    |
| 6      | 7   | Nelson Piquet      | Brabham-BMW            | 62        | + 1 kolo       | 10               | 1    |
| 7      | 18  | Thierry Boutsen    | Arrows-BMW             | 62        | + 1 kolo       | 21               |      |
| 8      | 8   | Marc Surer         | Brabham-BMW            | 62        | + 1 kolo       | 11               |      |
| 9      | 23  | Eddie Cheever      | Alfa Romeo             | 61        | + 2 kola       | 7                |      |
| 10     | 25  | Andrea de Cesaris  | Ligier-Renault         | 61        | + 2 kola       | 17               |      |
| 11     | 17  | Gerhard Berger     | Arrows-BMW             | 60        | + 3 kola       | 24               |      |
| 12     | 26  | Jacques Laffite    | Ligier-Renault         | 58        | + 5 kol        | 16               |      |
| Ret    | 12  | Ayrton Senna       | Lotus-Renault          | 51        | Nehoda         | 1                |      |
| Ret    | 3   | Martin Brundle     | Tyrrell-Ford           | 30        | Kolize         | 18               |      |
| Ret    | 10  | Philippe Alliot    | RAM-Hart               | 27        | Kolize         | 23               |      |
| Ret    | 5   | Nigel Mansell      | Williams-Honda         | 26        | Nehoda         | 2                |      |
| Ret    | 2   | Alain Prost        | McLaren-TAG            | 19        | Brzdy          | 4                |      |
| Ret    | 22  | Riccardo Patrese   | Alfa Romeo             | 19        | Elektronika    | 14               |      |
| Ret    | 16  | Derek Warwick      | Renault                | 18        | Řazení         | 6                |      |
| Ret    | 15  | Patrick Tambay     | Renault                | 15        | Nehoda         | 15               |      |
| Ret    | 29  | Pierluigi Martini  | Minardi-Motori Moderni | 11        | Motor          | 25               |      |
| Ret    | 1   | Niki Lauda         | McLaren-TAG            | 10        | Brzdy          | 12               |      |
| Ret    | 19  | Teo Fabi           | Toleman-Hart           | 4         | Spojka         | 13               |      |
| Ret    | 9   | Manfred Winkelhock | RAM-Hart               | 3         | Turbo          | 20               |      |
| Ret    | 24  | Piercarlo Ghinzani | Osella-Alfa Romeo      | 0         | Nehoda         | 22               |      |
| Zdroj: |     |                    |                        |           |                |                  |      |

## Průběžné pořadí po závodě
Pohár jezdců
| Pořadí | Jezdec           | Body |
| ------ | ---------------- | ---- |
| 1      | Michele Alboreto | 31   |
| 2      | Elio de Angelis  | 24   |
| 3      | Alain Prost      | 22   |
| 4      | Stefan Johansson | 13   |
| 5      | Keke Rosberg     | 12   |
| Zdroj: |                  |      |

Pohár konstruktérů
| Pořadí | Konstruktér    | Body |
| ------ | -------------- | ---- |
| 1      | Ferrari        | 47   |
| 2      | Lotus-Renault  | 33   |
| 3      | McLaren-TAG    | 25   |
| 4      | Williams-Honda | 17   |
| 5      | Renault        | 12   |
| Zdroj: |                |      |